# Dmitrij Starikov
Dmitrij Starikov är en rysk bandyspelare, född 10 juli 1983, moderklubb SKA Neftianik. Spelar nu återigen där från 2012.

## Klubbar
- 2006/07	Dynamo Moskva
- 2005/06	SKA Neftianik Ryssland
- 2004/05	SKA Neftianik
- 2003/04	SKA Neftianik
- 2002/03	SKA Neftianik
- 2001/02	SKA Neftianik
- 2000/01	SKA Neftianik